# Kalim Allah Shah
Kalim Allah Shah fou el darrer sultà bahmànida de Bidar. Era fill de Shihab al-Din Mahmud i va ser posat al tron per Amir Barid I en el lloc del deposat Wali Allah Shah, el 1525. El 1526 va escriure a Baber per demanar el seu ajut contra el seu wakil Amir Barid, però aquest es va assabentar de la iniciativa i Kalim Allah va haver de fugir cap a la capital adilshàhida Bijapur (1527) i després cap a la dels nizamshàhides Ahmadnagar. Va reclamar el tron fins al 1536/1537 i va morir al seu exili d'Ahmadnagar el 1538.